# Exeter (Wisconsin)
Die Town of Exeter ist eine von 16 Towns im Green County im US-amerikanischen Bundesstaat Wisconsin. Im Jahr 2010 hatte die Town of Exeter 2023 Einwohner.
Town hat in Wisconsin eine grundlegend andere Bedeutung, als im übrigen englischsprachigen Bereich. Vielmehr entspricht sie den in den anderen US-Bundesstaaten üblichen Townships, die nach dem County die nächstkleinere Verwaltungseinheit bilden.

## Geografie
Die Town of Exeter liegt im Süden Wisconsins, rund 35 nördlich der Grenze zu Illinois. Der am Mississippi gelegene Schnittpunkt der drei Bundesstaaten Wisconsin, Iowa und Illinois liegt rund 115 km westsüdwestlich. Die Town wird im Osten in Nord-Süd-Richtung vom Sugar River durchflossen, der über den Pecatonica River und den Rock River zum Stromgebiet des Mississippi gehört. 
Die Koordinaten des geografischen Zentrums der Town of Exeter sind 42°48′37″ nördlicher Breite und 89°32′54″ westlicher Länge. Sie erstreckt sich über eine Fläche von 91 km².   
Die Town of Exeter liegt im Norden des Green County und grenzt an folgende Nachbartowns und selbstständige Gemeinden:
| Town of Primrose (Dane County) | Town of Montrose (Dane County) Village of Belleville | Town of Oregon (Dane County) |
| Town of New Glarus             | Kompassrose, die auf Nachbargemeinden zeigt          | Town of Brooklyn             |
| Town of Washington             | Town of Mount Pleasant                               |                              |

## Verkehr
Der Wisconsin State Highway 92 führt durch den Nordosten der Town of Exeter. Daneben führen noch die County Highways D, CC, W und X durch die Town. Alle weiteren Straßen sind untergeordnete Landstraßen sowie teils unbefestigte Fahrwege.
In Nord-Süd-Richtung verläuft durch die gesamte Town auf der Trasse einer ehemaligen Eisenbahnstrecke mit dem Badger State Trail ein Rail Trail für Wanderer und Radfahrer. Im Winter kann der Wanderweg auch mit Schneemobilen befahren werden. Durch den Südwesten der Town verläuft mit dem Sugar River State Trail ein weiterer Rail Trail.
Der nächste Flughafen ist der Dane County Regional Airport in Wisconsins Hauptstadt Madison (rund 50 km nordöstlich).

## Bevölkerung
Nach der Volkszählung im Jahr 2010 lebten in der Town of Exeter 2023 Menschen in 720 Haushalten. Die Bevölkerungsdichte betrug 22,2 Einwohner pro Quadratkilometer. In den 720 Haushalten lebten statistisch je 2,81 Personen. 
Ethnisch betrachtet setzte sich die Bevölkerung zusammen aus 98,5 Prozent Weißen, 0,4 Prozent Afroamerikanern sowie 0,1 Prozent Asiaten; 1,0 Prozent stammten von zwei oder mehr Ethnien ab. Unabhängig von der ethnischen Zugehörigkeit waren 0,8 Prozent der Bevölkerung spanischer oder lateinamerikanischer Abstammung. 
30,5 Prozent der Bevölkerung waren unter 18 Jahre alt, 62,2 Prozent waren zwischen 18 und 64 und 7,3 Prozent waren 65 Jahre oder älter. 48,3 Prozent der Bevölkerung war weiblich.
Das mittlere jährliche Einkommen eines Haushalts lag bei 90.729 USD. Das Pro-Kopf-Einkommen betrug 32.374 USD. 5,7 Prozent der Einwohner lebten unterhalb der Armutsgrenze.

## Ortschaften in der Town of Exeter
Neben Streubesiedlung existieren in der Town of Exeter noch folgende gemeindefreie Siedlungen:
- Clarno
- Dayton
- Ross Crossing